# Together Alone (Anouk)
Together Alone is het debuutalbum van Anouk uit 1997. De producers van het album waren Barry Hay en George Kooymans van de Nederlandse rockband Golden Earring.
Het album stond in de Nederlandse Album Top 100 bijna twee jaar genoteerd, waarvan één week op nummer 1. Together Alone werd drie keer platina en maakte Anouk de bestverkopende artiest van het jaar 1997. Het album behaalde ook de top 10 in Vlaanderen, Scandinavië en Italië. Daar behaalde het de status van respectievelijk goud en platina. 

## Singles van dit album
- Mood Indigo - NL #tip
- Nobody's Wife - NL #2
- It's So Hard - NL #23
- Sacrifice - NL #7

## Medewerkers

### Muzikanten
- Tren van Enckevort - accordeon
- Pim Koopman - string arrangementen
- Michel van Schie - basgitaar
- Hans Eijkenaar - drums
- Satindra Kalpoe - drums (alleen op Mood Indigo)
- Lex Bolderdijk - gitaar
- John Legrand - mondharmonica
- Eddy Conard - percussie
- Frank Carillo - gitaar
- George Kooymans - achtergrondzang, gitaar
- Barry Hay - achtergrondzang
- Carlos Lake - basgitaar (alleen op Mood Indigo)

### Overige
- John Sonneveld - geluidsingenieur
- Nico Brandsen - toetsinstrumenten
- Sander van der Heide - Mastering
- Frans Jansen - Fotografie
- Peters & Moést'l - grafische vormgeving
- Barry Hay, George Kooymans, John Sonneveld - Productie

## Catalogusnummer
- 74321 55002 2, DNCD 1571